# (100411) 1996 AF11
(100411) 1996 AF11 es un asteroide perteneciente al cinturón de asteroides, descubierto el 13 de enero de 1996 por el equipo del Spacewatch desde el Observatorio Nacional de Kitt Peak, Arizona, Estados Unidos.

## Designación y nombre
Designado provisionalmente como 1996 AF11.

## Características orbitales
1996 AF11 está situado a una distancia media del Sol de 2,582 ua, pudiendo alejarse hasta 3,067 ua y acercarse hasta 2,097 ua. Su excentricidad es 0,187 y la inclinación orbital 2,495 grados. Emplea 1515 días en completar una órbita alrededor del Sol.

## Características físicas
La magnitud absoluta de 1996 AF11 es 16,5.